# Вайденман, Альфред
Альфре́д Ва́йденман (иногда Вайденманн или Вейденман, нем. Alfred Weidenmann, псевдоним В. Дерфла (W. Derfla); 10 мая 1916, Штутгарт — 9 июня 2000, Цюрих) — немецкий режиссёр и писатель.

## Биография
Родился в семье фабриканта. Окончив реальную гимназию, изучал живопись и графику в академии художеств, работал фотографом. В 1934 году вступил в гитлерюгенд и НСДАП. Работал референтом по вопросам прессы и пропаганды и впоследствии руководил отделом кино в вюртембергском отделении гитлерюгенда. В 1936 году было опубликовано первое сочинение Вайденмана Jungzug 2, рассказ о гитлерюгенде. В 1939 году Вайденман возглавил Военную библиотеку немецкой молодёжи. Поощряемый властью начинающий писатель Вайденман в 1938—1940 годах работал над изданием 13-томной книжной серии «Книги для мальчиков». Изданный в 1939 году роман Вайденмана «Якко» о морском гитлерюгенде был экранизирован в 1941 году. В 1940 году Вайденман был призван в вермахт и воевал во Франции и СССР, затем был демобилизован.
В 1942 году в должности директора и режиссёра Вайденман занимался съёмками киножурнала гитлерюгенда «Молодая Европа», возглавлял главный отдел «Кино» в имперском руководстве молодёжи под началом Бальдура фон Шираха. В том же году дебютировал с художественным фильмом «Руки вверх!». После взятия Берлина советскими войсками был арестован, многие из его сочинений были внесены в списки изъятой литературы. После освобождения писал книги для молодёжи, некоторые из них были экранизированы.
В 1953 году возобновил работу в кинематографе, сняв три образовательных фильма, затем работал над художественными фильмами, в числе наиболее известных — «Канарис» (1954) и «Скамполо» (1957). В его детективных и развлекательных фильмах снимались многие известные немецкие актёры и актрисы. В 1970-е годы был востребованным телережиссёром. С 1984 года жил в Швейцарии. Умер во время подготовки к съёмкам нового телевизионного фильма. Похоронен на Штутгартском лесном кладбище.

## Фильмография
- 1942: Руки вверх — Hände hoch
- 1944: Орлёнок — Junge Adler
- 1949: Wir bummeln um die Welt
- 1953: Weg in die Freiheit
- 1953: Ich und Du
- 1954: Канарис — Canaris
- 1955: Der Himmel ist nie ausverkauft
- 1955: Алиби — Alibi
- 1956: Китти и огромный мир — Kitty und die große Welt
- 1956: Звезда Африки — Der Stern von Afrika
- 1957: Скамполо — Scampolo
- 1958: Solange das Herz schlägt
- 1959: Будденброки — Buddenbrooks
- 1959: Bumerang
- 1960: An heiligen Wassern
- 1961: Julia, Du bist zauberhaft
- 1962: Ich bin auch nur eine Frau
- 1963: Das große Liebesspiel
- 1964: Verdammt zur Sünde
- 1965: Schüsse im 3/4 Takt
- 1965: Die Herren
- 1965: Das Liebeskarussell
- 1966: Ich suche einen Mann
- 1966: Maigret und sein größter Fall
- 1969: Unter den Dächern von St. Pauli
- 1970: Das Freudenhaus
- 1972: Eine Frau bleibt eine Frau (1)
- 1973: …aber Jonny!
- 1973: Eine Frau bleibt eine Frau (2)
- 1975: Derrick
- 1975: Liebe mal so — mal so
- 1975: Der Kommissar
- 1976: Деррик — Derrick
- 1976: Sanfter Schrecken
- 1977: Konkurs
- 1977: Der Schimmelreiter
- 1977: Eine Frau bleibt eine Frau
- 1977: Der keusche Lebemann
- 1978: Unsere kleine Welt
- 1978: Der große Karpfen Ferdinand
- 1978: Eine Frau bleibt eine Frau
- 1979: Geschichten mit Martin Held
- 1980: Die Karten lügen nicht

## Сочинения
- Jungzug 2. Loewe, Stuttgart 1936.
- Trupp Plassen. Loewe, Stuttgart 1937.
- Kanonier Brakke Nr. 2 Loewe, Stuttgart 1938.
- Jakko. Loewe, Stuttgart 1939.
- Unternehmen Jaguar. Taten der Panzerwaffe in Polen. Reihe: Kriegsbücherei der deutschen Jugend, 8. Steiniger Verlage, Berlin 1940
- Junges Europa. Loewe, Stuttgart 1940.
- Junges Griechenland. 1940.
- Junges Italien. Loewe, Stuttgart 1940.
- Junges Portugal. 1940.
- Junges Spanien. 1940.
- Kaulquappe, Boss der Zeitungsjungen. 1951.
- Winnetou junior fliegt nach Berlin. 1952.
- Kaulquappe und die Falschmünzer. 1953.
- Багажная квитанция № 666 / Gepäckschein 666. Loewe, Stuttgart 1953.
- Die Fünfzig vom Abendblatt. 1960.
- Ganz Pollau steht kopf. 1961.
- Der blinde Passagier. Loewes, Bayreuth 1968.
- Die Glorreichen 7 und der rätselhafte Kunstraub. Loewes, Bindlach 1972, ISBN 3-78552702-0.
- Der gelbe Handschuh. Loewes, Bayreuth 1974, ISBN 3-7855-1679-7.
- Die Glorreichen 7 und der Junge aus dem Meer. Loewes, Bayreuth 1976. ISBN 3-7855-1712-2.
- Die Spur führt nach Tahiti. Loewe, Bindlach 1995. ISBN 3-7855-2739-X.